# Wutachschlucht (FFH-Gebiet)
Das FFH-Gebiet Wutachschlucht in Baden-Württemberg wurde 2005 durch das Regierungspräsidium Freiburg angemeldet. Mit Verordnung des Regierungspräsidiums Freiburg zur Festlegung der Gebiete von gemeinschaftlicher Bedeutung vom 25. Oktober 2018 (in Kraft getreten am 11. Januar 2019) wurde das Schutzgebiet ausgewiesen. 

## Lage
Das 3542,4 Hektar große Schutzgebiet Wutachschlucht liegt in den Naturräumen Alb-Wutach-Gebiet und Hochschwarzwald. Anteile am Gebiet haben mit 48 % der Fläche der Landkreis Waldshut mit den Gemeinden Bonndorf im Schwarzwald und Wutach, mit 31 % der Landkreis Breisgau-hochschwarzwald mit den Gemeinden Friedenweiler, Löffingen und Lenzkirch und mit 21 % der Schwarzwald-Baar-Kreis mit den Gemeinden Blumberg, Bräunlingen und Hüfingen.

## Schutzzweck

### Lebensraumtypen
Folgende Lebensraumtypen nach Anhang I der FFH-Richtlinie kommen im Gebiet vor:
| EU Code | * | Lebensraumtyp (offizielle Bezeichnung)                                                                                            | Kurzbezeichnung                              |
| ------- | - | --- | -------------------------------------------- |
| 3150    |   | Natürliche eutrophe Seen mit einer Vegetation des Magnopotamions oder Hydrocharitions                                             | Natürliche nährstoffreiche Seen              |
| 3260    |   | Flüsse der planaren bis montanen Stufe mit Vegetation des Ranunculion fluitantis und des Callitricho-Batrachion                   | Fließgewässer mit flutender Wasservegetation |
| 4030    |   | Trockene europäische Heiden | Trockene Heiden                              |
| 6210    | * | Naturnahe Kalktrockenrasen und deren Verbuschungsstadien (Festuco-Brometalia) (*besondere Bestände mit bemerkenswerten Orchideen) | Kalk-Magerrasen – orchideenreiche Bestände*  |
| 6230    | * | Artenreiche montane Borstgrasrasen (und submontan auf dem europäischen Festland) auf Silikatböden                                 | Artenreiche Borstgrasrasen                   |
| 6410    |   | Pfeifengraswiesen auf kalkreichem Boden, torfigen und tonig-schluffigen Böden (Molinion caeruleae)                                | Pfeifengraswiesen                            |
| 6430    |   | Feuchte Hochstaudenfluren der planaren und montanen bis alpinen Stufe                                                             | Feuchte Hochstaudenfluren                    |
| 6510    |   | Magere Flachland-Mähwiesen (Alopecurus pratensis, Sanguisorba officinalis)                                                        | Magere Flachland-Mähwiesen                   |
| 6520    |   | Berg-Mähwiesen | Berg-Mähwiesen                               |
| 7220    | * | Kalktuffquellen (Cratoneurion) | Kalktuffquellen                              |
| 7230    |   | Kalkreiche Niedermoore | Kalkreiche Niedermoore                       |
| 8150    |   | Kieselhaltige Schutthalden der Berglagen Mitteleuropas                                                                            | Silikatschutthalden                          |
| 8210    |   | Kalkfelsen mit Felsspaltenvegetation                                                                                              | Kalkfelsen mit Felsspaltenvegetation         |
| 8220    |   | Silikatfelsen mit Felsspaltenvegetation                                                                                           | Silikatfelsen mit Felsspaltenvegetation      |
| 8230    |   | Silikatfelsen mit Pioniervegetation des Sedo-Scleranthion oder des Sedo albi-Veronicion dillenii                                  | Pionierrasen auf Silikatfelskuppen           |
| 9110    |   | Hainsimsen-Buchenwald (Luzulo-Fagetum)                                                                                            | Hainsimsen-Buchenwald                        |
| 9130    |   | Waldmeister-Buchenwald (Asperulo-Fagetum)                                                                                         | Waldmeister-Buchenwald                       |
| 9150    |   | Mitteleuropäischer Orchideen-Kalk-Buchenwald (Cephalanthero-Fagion)                                                               | Orchideen-Buchenwälder                       |
| 9180    | * | Schlucht- und Hangmischwälder (Tilio-Acerion)                                                                                     | Schlucht- und Hangmischwälder                |
| 91E0    | * | Auen-Wälder mit Alnus glutinosa und Fraxinus excelsior (Alno-Padion, Alnion incanae, Salicion albae)                              | Auenwälder mit Erle, Esche, Weide            |
| 91U0    |   | Kiefernwälder der sarmatischen Steppe                                                                                             | Steppen-Kiefernwälder                        |

### Arteninventar
Folgende Arten von gemeinschaftlichem Interesse kommen im Gebiet vor:
| Bild                | EU Code | * | Art                 | wissenschaftlicher Name  | Artengruppe           |
| ------------------- | ------- | - | ------------------- | ------------------------ | --------------------- |
| Bachneunauge        | 1096    |   | Bachneunauge        | Lampetra planeri         | Fische und Rundmäuler |
| Groppe              | 1163    |   | Groppe              | Cottus gobio             | Fische und Rundmäuler |
| Gelbbauchunke       | 1193    |   | Gelbbauchunke       | Bombina variegata        | Amphibien             |
| Mopsfledermaus      | 1324    |   | Mopsfledermaus      | Barbastella barbastellus | Säugetiere            |
| Bechsteinfledermaus | 1323    |   | Bechsteinfledermaus | Myotis bechsteinii       | Säugetiere            |
| Großes Mausohr      | 1324    |   | Großes Mausohr      | Myotis myotis            | Säugetiere            |
| Biber               | 1337    |   | Biber               | Castor fiber             | Säugetiere            |
| Grünes Besenmoos    | 1381    |   | Grünes Besenmoos    | Dicranum viride          | Moose                 |
| Grünes Koboldmoos   | 1386    |   | Grünes Koboldmoos   | Buxbaumia viridis        | Moose                 |
| Gelber Frauenschuh  | 1902    |   | Gelber Frauenschuh  | Cypripedium calceolus    | Pflanzen              |

### Zusammenhängende Schutzgebiete
Die Naturschutzgebiete Vogtsberg und Wutachschlucht sind Bestandteil des FFH-Gebiets.